# Rabouillet
Rabouillet (okzitanisch Rebolhet) ist eine französische Gemeinde mit 87 Einwohnern (Stand 1. Januar 2022) im Département Pyrénées-Orientales in der Region Okzitanien. Sie gehört zum Arrondissement Prades und zum Kanton La Vallée de l’Agly.

## Lage
Das Gemeindegebiet ist Teil des Regionalen Naturparks Corbières-Fenouillèdes.
Nachbargemeinden von Rabouillet sind Vira im Norden, Le Vivier im Nordosten, Sournia im Osten, Mosset im Süden und Montfort-sur-Boulzane (Aude) im Westen.

## Bevölkerungsentwicklung
| Jahr      | 1962 | 1968 | 1975 | 1982 | 1990 | 1999 | 2013 |
| Einwohner | 175  | 139  | 127  | 106  | 101  | 85   | 113  |